# Daniel Bambas
Daniel Bambas (* 31. března 1980, Uherské Hradiště) je český divadelní, filmový a dabingový herec.

## Život
Je synem herečky Daniely Bambasové. Narodil se v Uherském Hradišti, ale od dvou let vyrůstal v Českých Budějovicích, kde také v roce 1999 absolvoval Česko-anglické gymnázium. Po roční stáži v Rakousku vystudoval DAMU v Praze, kde byl vedoucím jeho ročníku Boris Rösner.
Účinkoval v Divadle Bez zábradlí, hostoval v Divadle pod Palmovkou a v letech 2004–2024 byl v angažmá v Divadle na Vinohradech. Dále hraje v souboru 3D Company na scéně Žižkovského divadla Járy Cimrmana a hostuje v několika dalších divadlech po celé ČR. V roce 2018 získal cenu Thálie 2017 v kategorii nejlepší herec za ztvárnění hlavní role ve hře Krás(k)a na scéně v Městském divadle Mladá Boleslav.
Mezi jeho nejznámější televizní práce patří role právníka Petra Černého v seriálu Velmi křehké vztahy nebo postava Reného Seiferta v seriálu Ordinace v růžové zahradě 2.
Otevřeně se hlásí ke své homosexuální orientaci.

## Divadelní role (výběr)

### Divadlo na Vinohradech

#### Velká scéna

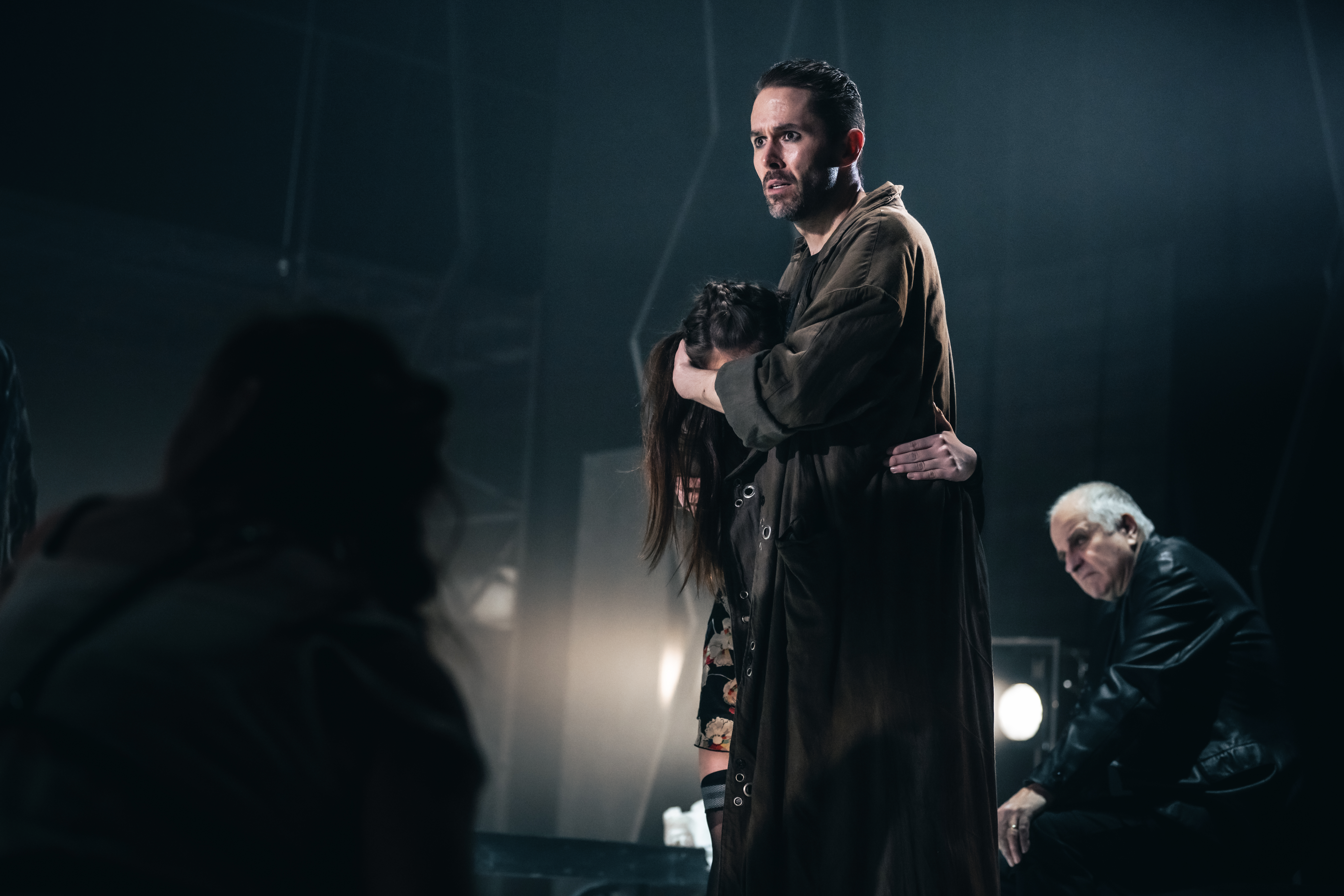
Daniel Bambas v roli Barrilda v inscenaci Vzpoura lásky (Fuente Ovejuna), Divadlo na Vinohradech, foto Petr Chodura (2023)

- 2002 Jiří Hubač podle Jamese Clavella: Král krysa, režie: Jan Novák, premiéra: 10. dubna 2002, role: Dino
- 2002 Jiří Suchý podle Aristofana: Lysistrata, režie: Jiří Menzel, premiéra: 29. května 2002, role: Posel
- 2004 William Shakespeare: Macbeth, režie: Hana Burešová, premiéra: 16. listopadu 2004, role: Lennox, skotský šlechtic
- 2005 Tom Stoppard: To pravé, režie: Jana Kališová, premiéra: 25. února 2005, role: Billy – Brodie
- 2005 Torsten Buchsteiner: Tango sólo, režie: Petr Svojtka, světová premiéra: 9. června 2005, role: Gabor
- 2005 Terrence McNally – David Yazbek: Donaha!, režie: Radek Balaš, poprvé: 25. listopadu 2005, premiéra: 9. 12. 2005, role: Ethan Girard
- 2006 Israel Horovitz: Chvíle pravdy, režie: Ladislav Smoček, česká premiéra: 17. března 2006, role: Hlas Arnolda Welda
- 2006 Ken Ludwig: Shakespeare v Hollywoodu, režie: Jana Kališová, česká premiéra: 20. června 2006, role: Jimmy Cagney
- 2006 William Shakespeare: Richard Druhý, režie: Lucie Bělohradská, premiéra: 20. listopadu 2006, role: Bushy – 1. herold
- 2007 Jean Giraudoux: Bláznivá ze Chaillot, režie: Karel Kříž, premiéra: 23. března 2007, role: Zprostředkovatel
- 2007 Karel Čapek – Josef Čapek: Lásky hra osudná, režie: Jan Novák, poprvé: 8. června 2007, premiéra: 10. října 2007, role: Gilles
- 2007 Milena Jelínková: Adina, režie: Martin Stropnický, premiéra: 30. listopadu 2007, role: Freddie
- 2008 Nathaniel Richard Nash: Obchodník s deštěm, režie: Martin Stropnický, premiéra: 8. ledna 2009, role: Fil
- 2009 Georg Büchner: Vojcek, režie: Daniel Špinar, premiéra: 9. dubna 2009, role: Ondřej
- 2009 Leo Birinski: Mumraj, režie: Ivan Rajmont, premiéra: 3. června 2009, role: Malachov
- 2009 Federico Fellini – Martin Stropnický: Zkouška orchestru, režie: Martin Stropnický, česká premiéra: 22. října 2009, role: Hobojista
- 2010 Friedrich Schiller: Marie Stuartovna, režie: Daniel Špinar, premiéra: 8. ledna 2010, role: William Davison
- 2010 Nikolaj Vasiljevič Gogol: Naprosto neuvěřitelná událost: Ženitba, režie: Vladimír Morávek, premiéra: 5. března 2010, role: Onučkin, důstojník – Jedenáctý host na svatbě
- 2010 Franz Kafka – Jan Vedral: Zámek, režie: Natália Deáková, premiéra: 8. října 2010, role: Učitel
- 2010 Tom Stoppard: Na flámu, režie: Zdeněk Černín, česká premiéra: 17. prosince 2010, role: Melchior
- 2011 William Shakespeare: Caesar, režie: Martin Stropnický, premiéra: 4. března 2011, role: Brutus
- 2011 Edmon Rostand – Pavel Kohout – Xindl X: Cyrano!! Cyrano!! Cyrano!!, režie: Vladimír Morávek, premiéra: 30. května 2011, role: Montfleury – Stráž
- 2011 Molière: Tartuffe, režie: Štěpán Pácl, premiéra: 6. října 2011, role: Valér
- 2012 Stepherd Mead – Frank Loesser – Abe Burrows: Jak udělat kariéru snadno a rychle, režie: Radek Balaš, poprvé: 5. října 2012, premiéra: 15. října 2012, role: Tackaberry
- 2012 William Shakespeare: Zkrocení zlé ženy, režie: Juraj Deák, premiéra: 14. prosince 2012, role: Tranio
- 2013 Tom Stoppard: Dvojitý agent, režie: Šimon Dominik, česká premiéra: 22. března 2013, role: Merryweather
- 2013 Luigi Pirandello: Jindřich IV., režie: Michal Vajdička, premiéra: 20. prosince 2013, role: Landolf
- 2014 Peter Shaffer: Amadeus, režie: Martin Čičvák, premiéra: 7. listopadu 2014, role: Větříček IV. (Operní pěvec)
- 2015 Karel Čapek: Loupežník, režie: Tomáš Töpfer, premiéra: 6. února 2015, role: Myslivec
- 2015 David Hare: Nevzdávej to (Gethsemane), režie: Juraj Deák, česká premiéra: 15. května 2015, role: Geoff Benzine
- 2015 Jan Vedral: Kašpar H. (Dítě Evropy), režie: Natália Deáková, premiéra: 11. září 2015, role: Profesor Daumer
- 2015 William Shakespeare: Romeo a Julie, režie: Juraj Deák, premiéra: 12. prosince 2015, role: Paris
- 2017 James Goldman: Lev v zimě, režie: Jan Burian, premiéra: 21. října 2017, role: Filip, král francouzský
- 2018 Jan Vedral podle Vladimíra Neffa: Sňatky z rozumu, režie: Radovan Lipus, světová premiéra: 23. března 2018, role: Hafner
- 2018 Josef Topol: Konec masopustu, režie: Martin Františák, premiéra: 19. října 2018, role: Mladík – Husar
- 2019 Ingmar Bergman – Jan Vedral: Fanny a Alexandr, režie: Pavel Khek, česká premiéra: 8. března 2019, role: Biskup Edvard Vergérus
- 2019 William Shakespeare: Jak se vám líbí, režie: Juraj Deák, premiéra: 13. prosince 2019, role: Žak
- 2020 Milan Uhde – Miloš Štědroň: Balada pro banditu, režie: Juraj Deák, role: Kubeš
- 2022 Jiří Křižan – Martin Františák: Je třeba zabít Sekala, režie: Pavel Khek, premiéra: 8. dubna 2022, role: Páter Flora
- 2022 George Bernard Shaw: Člověk nikdy neví, režie: Šimon Dominik, premiéra: 18. listopadu 2022, role: Valentine
- 2023 Lope de Vega: Vzpoura lásky (Fuente Ovejuna), režie: Pavel Khek, premiéra: 31. března 2023, role: Barrildo
- 2024 Tracy Letts: Srpen v zemi indiánů, režie: Petr Svojtka, premiéra: 22. března 2024, role: Bill Fordham

#### Studiová scéna
- 2006 Paul Claudel: Výměna, režie: Jan Novák, premiéra: 26. ledna 2006, role: Louis Laine
- 2016 Ladislav Smoček: Piknik, režie: David Šiktanc, premiéra: 4. března 2016, role: Burda
- 2017 Jan Procházka – Lenka Procházková: Ucho, režie: Šimon Dominik, premiéra: 9. června 2017, role: Ludvík
- 2019 Barbora Hančilová: Za dveřmi, režie: Barbora Mašková, česká premiéra: 31. května 2019, role: David

## Filmografie
- 2003 Strážce duší (TV seriál)
- 2004 Rodinná pouta (TV seriál)
- 2004 Bolero
- 2007 Velmi křehké vztahy (TV seriál)
- 2007 Svatba na bitevním poli aneb Hodiny před slávou
- 2009 Škola pro život (TV seriál)
- 2010 Sama v čase normálnosti
- 2012 Královská aféra
- 2015 Ordinace v růžové zahradě (TV seriál)
- 2017 Cahuenga
- 2018 Specialisté (TV seriál)
- 2019 Jak si nepodělat život (TV seriál)
- 2020 Past (TV film)